# Karin Olsson Westergren
Karin Olsson Westergren, född 6 augusti 1975 i Klippan, är en svensk före detta friidrottare och bobåkare. Hon deltog i Vinter-OS i Salt Lake City 2002 i 2-manna bob tillsammans med Lina Engren där de kom på 14:e plats. Hon är 2022 förbundskapten för U23-landslaget i friidrott.

## Familj
Karin är dotter till före detta häcklöparna Kenth Olsson och Gun Olsson.

### Fotnoter
1. ↑  ”Karin Olsson biografi på sok.se”. sok.se. https://sok.se/idrottare/idrottare/k/karinolsson.4.6e50471314e9b9c0e89dd4d.html. Läst 2 juni 2022.
2. ↑  ”Landslag & Elit, Junior/Ungdom”. friidrott.se. https://www.friidrott.se/landslagelit/Kriterierochuttagningar/juniorungdomarena/juniorungdomarena2022/. Läst 2 juni 2022.
3. ↑  ”Olympiska Olssons är tillbaka!”. hbgidrottsmuseum.se. http://www.hbgidrottsmuseum.se/visiter/160812059.fia. Läst 2 juni 2022.
4. ↑  ”Kvinnohistoria Helsingborg”. facebook.com/kvinnohistoriaHBG. https://www.facebook.com/kvinnohistoriaHBG/posts/308103450590504/. Läst 2 juni 2022.